# Лајош Добани
Лајош Добани (мађ. Dobány Lajos; Хатван, 4. август 1955) је бивши мађарски фудбалер, играо је на позицији центарфора и тренер. Био је најбољи стрелац мађарске прве лиге у сезони 1982/83.

## Клупска каријера
Фудбал је почео да игра у тиму Целдемелки ВШЕ. Године 1975. дебитовао је у Халадш ВШЕ и 30. септембра 1973. и наступио у првенству Мађарске у утакмици против Дорога (1:0). Одатле се придружио тиму Печујског МСЦ-а. У прволигашкој |сезони 1981/82 постао је најбољи стрелац Печуја са 14 голова. У јесен наредне сезоне постигао је 13 голова. Затим се током сезоне вратио у Сомбатхељ у Халадш ВШЕ, где је на пролећном делу сезоне постигао још десет голова, чиме је постао најбољи стрелац лиге са 23 гола. Провео је сезону и по у Халадашу и вратио се у Печуј. Између 1984. и 1986. постигао је само пет голова у 50 лигашких утакмица. Прешао је у свој следећи клуб, тим Залаегерсег ТЕ, у јануару 1987, у замену за Имра Нађа. Између 1987. и 1988. године, за једну и по сезону, наступио је на 39 утакмица и постигао 7 голова. У лето 1988. повукао се из врхунског фудбала након што је учествовао у подмићивању везаном за утакмицу Раба ЕТО-ЗТЕ у мају 1988. и добио условну казну од 6 месеци.

## Репрезентација
Добани је одиграо само једну утакмицу за репрезентацију Мађарске и то за олимпијску селекцију. Утакмица је одиграна 7. септембра 1983. године у оквиру квалификација за Олимпијске игре, против репрезентације Совјетског Савеза. Добани је на овој утакмици ушао као замена.

## Остварења
- Прва лига Мађарске у фудбалу
  - Најбољи стрелац Мађарске лиге: 1982/83. (23. гола)